# Rik Van Steenbergen

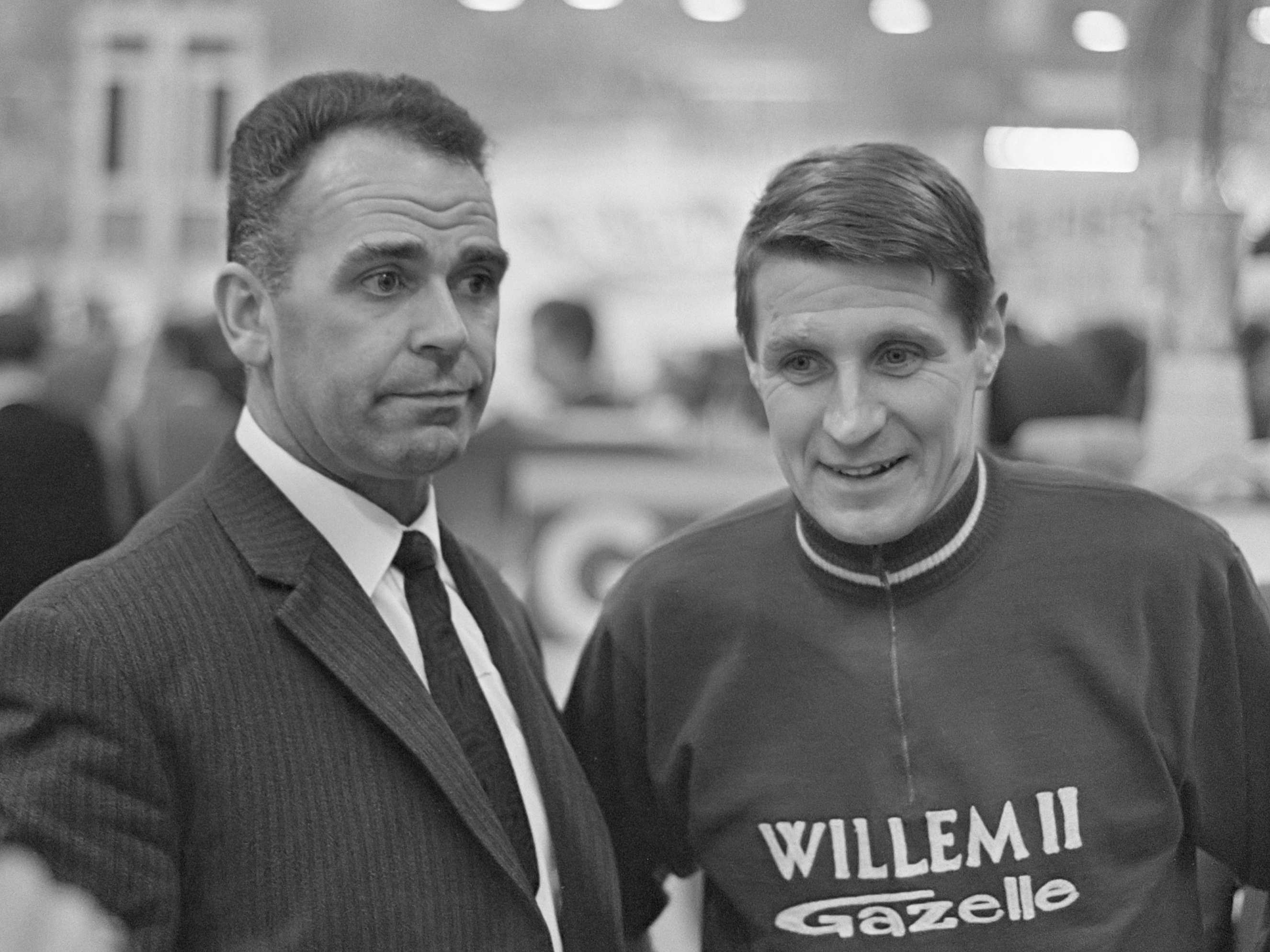
Links: Rik Van Steenbergen und Peter Post (rechts) (1967)

Rik Van Steenbergen (* 9. September 1924 in Arendonk, Belgien; † 15. Mai 2003 in Antwerpen) war ein belgischer Radrennfahrer und einer der erfolgreichsten Klassikerjäger.
Als 15-Jähriger begann er mit dem Radsport, als er für seinen verhinderten Bruder bei einem Rennen an den Start ging und prompt gewann. Der wegen der Namensgleichheit mit dem jüngeren belgischen Radprofi Rik Van Looy auch „Rik I“ genannte Van Steenbergen war einer der ersten Stars des Radsports. Neben 40 Siegen auf den Sechstagerennbahnen konnte sich Rik Van Steenbergen vor allem bei den klassischen Eintagesrennen durchsetzen.
Seine größten Erfolge waren drei Siege bei der Straßen-WM 1949, 1956 und 1957. Im Laufe seiner Berufskarriere von 1943 bis 1966 konnte er einmal Mailand–Sanremo (1954), zweimal die Flandern-Rundfahrt, zweimal Paris–Roubaix und zweimal den Wallonischen Pfeil gewinnen. Mit der bei seinem Paris–Roubaix-Sieg 1948 erreichten Durchschnittsgeschwindigkeit von 43,612 km/h wurde er zum neuen Träger des Gelben Bandes. 1962 gab Van Steenbergen sein Debüt als Steher bei einem Rennen in Antwerpen, er verfolgte aber weitere Starts als Steher nicht weiter. Van Steenbergen gewann im Bahnradsport insgesamt 12 nationale Titel.
Sein bestes Ergebnis bei einem großen Etappenrennen war der zweite Platz beim Giro d’Italia 1951. Insgesamt holte er bei der Italien-Rundfahrt 15 Etappensiege, weitere 4 bei der Tour de France.
Nach dem Ende seiner aktiven Karriere rutschte Van Steenbergen zeitweilig in ein kriminelles Milieu ab. Er wurde mehrfach verhaftet, wegen Menschenhandels, Autoschiebereien und schließlich 1969, nachdem im Kofferraum seines Autos zehn Kilogramm Opium sichergestellt worden waren. In die Affäre waren weitere bekannte Radprofis verwickelt, u. a. Joseph Meesters.
Rik Van Steenbergen war zweimal verheiratet; aus der ersten Ehe stammten fünf Kinder. Er war der Schwiegervater des erfolgreichen Sechstage-Profis Palle Lykke. Mit Lykke als Partner startete er nach dessen Hochzeit mit seiner Tochter. Zuvor gewann er mit Emile Severeyns 17 Sechstagerennen. Von Van Steenbergen ist das Zitat überliefert: „Es gibt keine Supermänner, Doping im Sport ist notwendig.“